# Saltos ornamentais no Campeonato Mundial de Esportes Aquáticos de 2023
Os eventos dos Saltos ornamentais no Campeonato Mundial de Esportes Aquáticos de 2023 foram realizados entre 14 a 22 de julho de 2023 na piscina da província de Fukuoka, no Japão. Ao todo, treze eventos, divididos em plataformas de 1 e 3 metros, e plataforma de 10 metros, para ambos os gêneros, livres e sincronizados; além de um evento por equipes misto foram disputados.  

## Eventos
Ao todo, 13 eventos com atribuição de medalhas serão disputados.
Todos os horários estão na hora local (Japan Standard Time; UTC+9).
| Data        | Horário | Evento                                 | Fase          |
| ----------- | ------- | -------------------------------------- | ------------- |
| 14 de Julho | 10:00   | Trampolim 1 m feminino                 | Eliminatórias |
| 14 de Julho | 15:00   | Trampolim 1 m masculino                | Eliminatórias |
| 15 de Julho | 09:00   | Trampolim sincronizado 3 m masculino   | Eliminatórias |
| 15 de Julho | 12:30   | Plataforma sincronizada 10 m misto     | Final         |
| 15 de Julho | 15:30   | Trampolim 1 m feminino                 | Final         |
| 15 de Julho | 18:00   | Trampolim sincronizado 3 m masculino   | Final         |
| 16 de Julho | 10:00   | Plataforma sincronizada 10 m feminino  | Eliminatórias |
| 16 de Julho | 14:30   | Trampolim 1 m masculino                | Final         |
| 16 de Julho | 18:00   | Plataforma sincronizada 10 m feminino  | Final         |
| 17 de Julho | 09:00   | Trampolim sincronizado 3 m feminino    | Eliminatórias |
| 17 de Julho | 12:30   | Plataforma sincronizada 10 m masculino | Eliminatórias |
| 17 de Julho | 15:30   | Trampolim sincronizado 3 m feminino    | Final         |
| 17 de Julho | 18:00   | Plataforma sincronizada 10 m masculino | Final         |
| 18 de Julho | 10:00   | Plataforma 10 m feminino               | Eliminatórias |
| 18 de Julho | 14:30   | Plataforma 10 m masculino              | Semifinal     |
| 18 de Julho | 18:00   | Equipe mista                           | Final         |
| 19 de Julho | 09:00   | Trampolim 3m masculino                 | Eliminatórias |
| 19 de Julho | 15:30   | Trampolim 3m masculino                 | Semifinal     |
| 19 de Julho | 18:00   | Plataforma 10 m feminino               | Final         |
| 20 de Julho | 09:00   | Trampolim 3m feminino                  | Eliminatórias |
| 20 de Julho | 14:30   | Trampolim 3m feminino                  | Semifinal     |
| 20 de Julho | 18:00   | Trampolim 3m masculino                 | Final         |
| 21 de Julho | 09:00   | Plataforma 10 m masculino              | Eliminatórias |
| 21 de Julho | 15:30   | Plataforma 10 m masculino              | Semifinal     |
| 21 de Julho | 18:00   | Trampolim 3m feminino                  | Final         |
| 22 de Julho | 15:30   | Trampolim sincronizado 3m misto        | Final         |
| 22 de Julho | 18:30   | Plataforma 10 m masculino              | Final         |

## Nações participantes
Ao todo, 49 CONs tiveram atletas qualificados em pelo menos um evento, entre parênteses encontra-se representada a quantidade de atletas qualificados.
- Armênia (2)
- Austrália (10)
- Áustria (4)
- Brasil (7)
- Canadá (7)
- Chile (2)
- China (18)
- Colômbia (3)
- Cuba (4)
- República Dominicana (2)
- Egito (4)
- Espanha (7)
- Fiji (1)
- Finlândia (1)
- França (7)
- Reino Unido (11)
- Geórgia (2)
- Alemanha (13)
- Grécia (3)
- Hong Kong (2)
- Hungria (2)
- Indonésia (4)
- Índia (1)
- Irlanda (3)
- Itália (10)
- Jamaica (2)
- Japão (9)
- Coreia do Sul (8)
- Kuwait (1)
- Letônia (1)
- Lituânia (2)
- Macau (5)
- Malásia (13)
- México (14)
- Países Baixos (3)
- Noruega (3)
- Nova Zelândia (9)
- Peru (2)
- Polónia (5)
- Porto Rico (3)
- Roménia (3)
- África do Sul (4)
- Singapura (3)
- Suíça  (4)
- Suécia (4)
- Tailândia (1)
- Ucrânia (7)
- Estados Unidos (18)
- Venezuela (2)

## Medalhistas

### Masculino
| Evento                                | Ouro                               | Ouro   | Prata                                        | Prata  | Bronze                                 | Bronze |
| ------------------------------------- | ---------------------------------- | ------ | -------------------------------------------- | ------ | -------------------------------------- | ------ |
| Trampolim 1 m individual detalhes     | Peng Jianfeng · China              | 440.45 | Osmar Olvera · México                        | 428.85 | Zheng Jiuyuan · China                  | 418.30 |
| Trampolim 3 m individual detalhes     | Wang Zongyuan · China              | 538.10 | Osmar Olvera · México                        | 507.50 | Long Daoyi · China                     | 499.75 |
| Plataforma 10 m individual detalhes   | Cassiel Rousseau · Austrália       | 520.85 | Lian Junjie · China                          | 512.35 | Yang Hao · China                       | 504.00 |
| Trampolim 3 m sincronizado detalhes   | China · Long Daoyi · Wang Zongyuan | 456.33 | Reino Unido · Anthony Harding · Jack Laugher | 424.62 | França · Jules Bouyer · Alexis Jandard | 389.10 |
| Plataforma 10 m sincronizado detalhes | China · Lian Junjie · Yang Hao     | 477.75 | Ucrânia · Kirill Boliukh · Oleksiy Sereda    | 439.32 | México · Kevin Berlín · Randal Willars | 434.16 |

### Feminino
| Evento                                | Ouro                              | Ouro   | Prata                                                  | Prata  | Bronze                                              | Bronze |
| ------------------------------------- | --------------------------------- | ------ | ------------------------------------------------------ | ------ | --------------------------------------------------- | ------ |
| Trampolim 1 m individual detalhes     | Lin Shan · China                  | 318.60 | Li Yajie · China                                       | 306.35 | Aranza Vázquez · México                             | 285.05 |
| Trampolim 3 m individual detalhes     | Chen Yiwen · China                | 359.50 | Chang Yani · China                                     | 341.50 | Pamela Ware · Canadá                                | 332.00 |
| Plataforma 10 m individual detalhes   | Chen Yuxi · China                 | 457.85 | Quan Hongchan · China                                  | 445.60 | Caeli McKay · Canadá                                | 340.25 |
| Trampolim 3 m sincronizado detalhes   | China · Chang Yani · Chen Yiwen   | 341.94 | Reino Unido · Yasmin Harper · Scarlett Mew Jensen      | 296.58 | Itália · Elena Bertocchi · Chiara Pellacani         | 285.99 |
| Plataforma 10 m sincronizado detalhes | China · Chen Yuxi · Quan Hongchan | 369.84 | Reino Unido · Andrea Spendolini-Sirieix · Lois Toulson | 311.76 | Estados Unidos · Jessica Parratto · Delaney Schnell | 294.42 |

### Misto
| Evento                   | Ouro                                                         | Ouro   | Prata                                                                      | Prata  | Bronze                                                                        | Bronze |
| ------------------------ | ------------------------------------------------------------ | ------ | -------------------------------------------------------------------------- | ------ | ----------------------------------------------------------------------------- | ------ |
| Trampolim 3 m detalhes   | China · Zhu Zifeng · Lin Shan                                | 326.10 | Austrália · Domonic Bedggood · Maddison Keeney                             | 307.38 | Itália · Matteo Santoro · Chiara Pellacani                                    | 294.12 |
| Plataforma 10 m detalhes | China · Wang Feilong · Zhang Jiaqi                           | 339.54 | México · Diego Balleza · Viviana del Ángel                                 | 313.44 | Japão · Hiroki Ito · Minami Itahashi                                          | 305.34 |
| Equipe detalhes          | China · Bai Yuming · Zheng Jiuyuan · Si Yajie · Zhang Minjie | 489.65 | México · Gabriela Agúndez · Jahir Ocampo · Randal Willars · Aranza Vázquez | 455.35 | Alemanha · Christina Wassen · Moritz Wesemann · Lena Hentschel · Timo Barthel | 432.15 |

## Quadro de medalhas
País sede destacado.
| Ordem | País           | Ouro | Prata | Bronze |    |
| 1     | China          | 12   | 4     | 3      | 18 |
| 2     | Austrália      | 1    | 1     |        | 2  |
| 3     | México         |      | 4     | 2      | 6  |
| 4     | Grã-Bretanha   |      | 3     |        | 3  |
| 5     | Ucrânia        |      | 1     |        | 1  |
| 6     | Canadá         |      |       | 2      | 2  |
|       | Itália         |      |       | 2      | 2  |
| 8     | França         |      |       | 1      | 1  |
|       | Alemanha       |      |       | 1      | 1  |
|       | Japão          |      |       | 1      | 1  |
|       | Estados Unidos |      |       | 1      | 1  |
| Total | Total          | 13   | 13    | 13     | 39 |